# Forcalhos

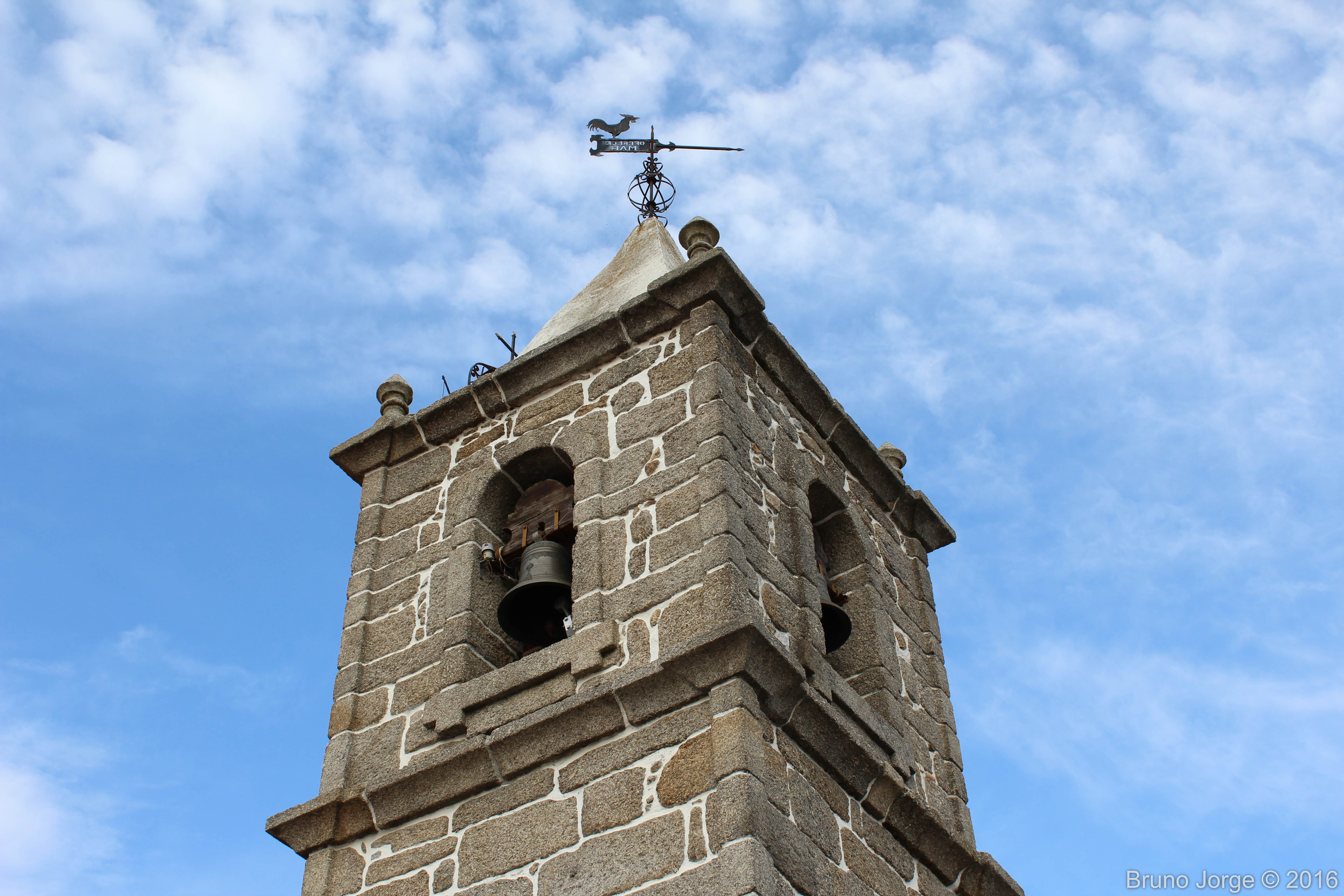
Torre da Igreja Paroquial de Santa Maria Madalena

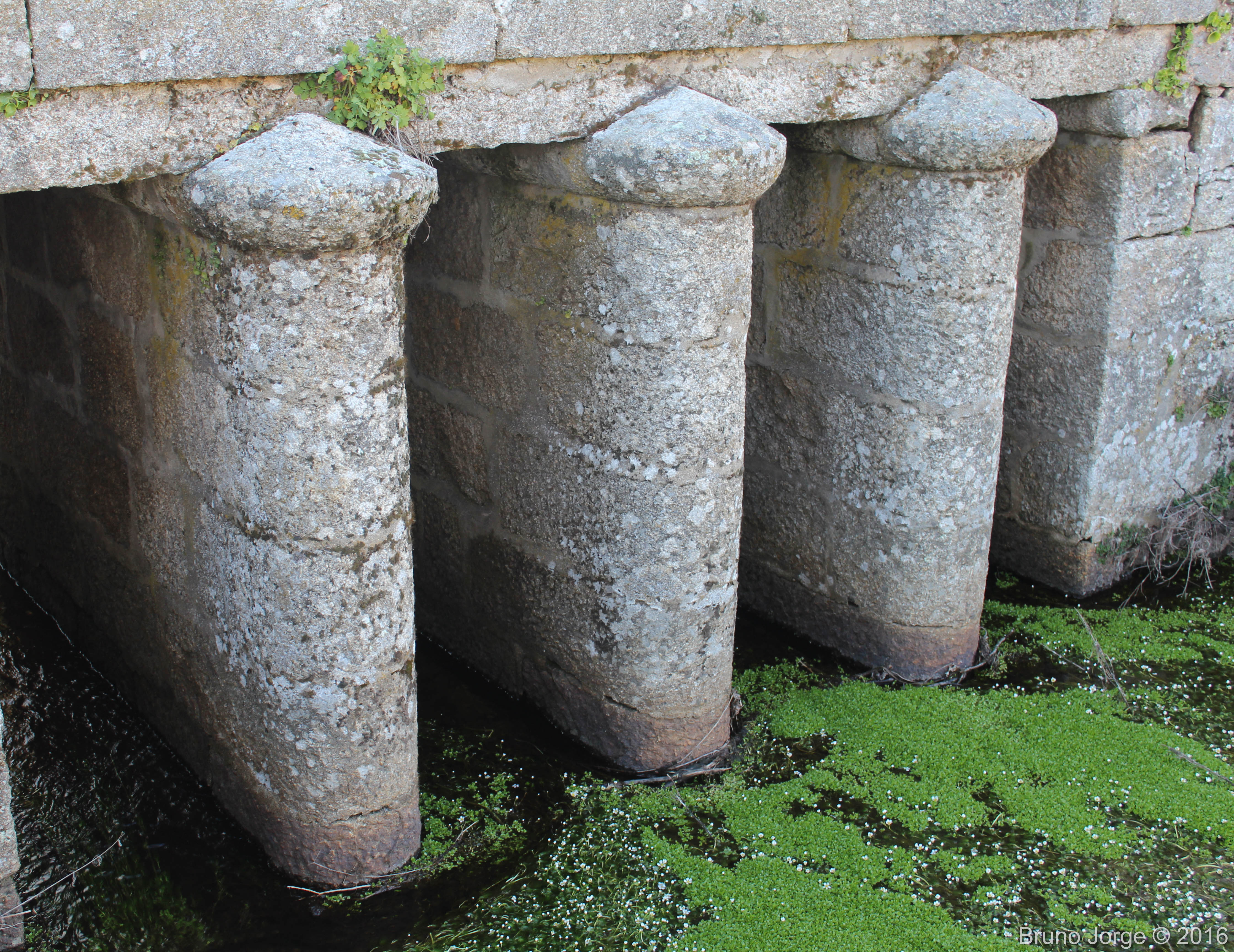
Ponte dos Forcalhos

Forcalhos é uma povoação portuguesa do Município do Sabugal que foi sede da extinta Freguesia de Forcalhos, freguesia que tinha 18,39 km² de área e 88 habitantes (2011), e, por isso, uma densidade populacional de 4,8 hab./km².
A Freguesia de Forcalhos foi extinta (agregada) pela reorganização administrativa de 2012/2013, tendo o seu território sido agregado ao da Freguesia de Lajeosa para criar a União de Freguesias de Lajeosa e Forcalhos.
É uma aldeia muito antiga. Já era paróquia em 1365, ano em que um presbítero chamado Gil Esteves faz uma petição ao Papa Urbano V a propósito dos benefícios das paróquias de Aldeia do Bispo, Lageosa e Forcalhos.
Junto à fronteira com Espanha, na área da freguesia dos Forcalhos, existe uma velha ermida dedicada a Nossa Senhora da Consolação, mandada construir por Maria Fernandes, no início do séc. XVI, em virtude de um milagre relacionado com um seu filho doente que regressava, com a mãe, de Salamanca para Aldeia da Ponte, e no local, se encontrava com febre e necessitado de água. A ermida entrou em ruína durante as Guerras da Restauração tendo sido restaurada após o tratado de paz assinado em 1668. Depois dos inícios do século XX voltou a entrar em ruína tendo já sido restaurada de novo.
A festa principal é dedicada ao Santíssimo Sacramento e ocorre no terceiro domingo de Agosto, todos os anos. Na segunda feira seguinte realiza-se a tradicional capeia arraiana com encerro dos touros, pedido da praça e com o forcão.

## População

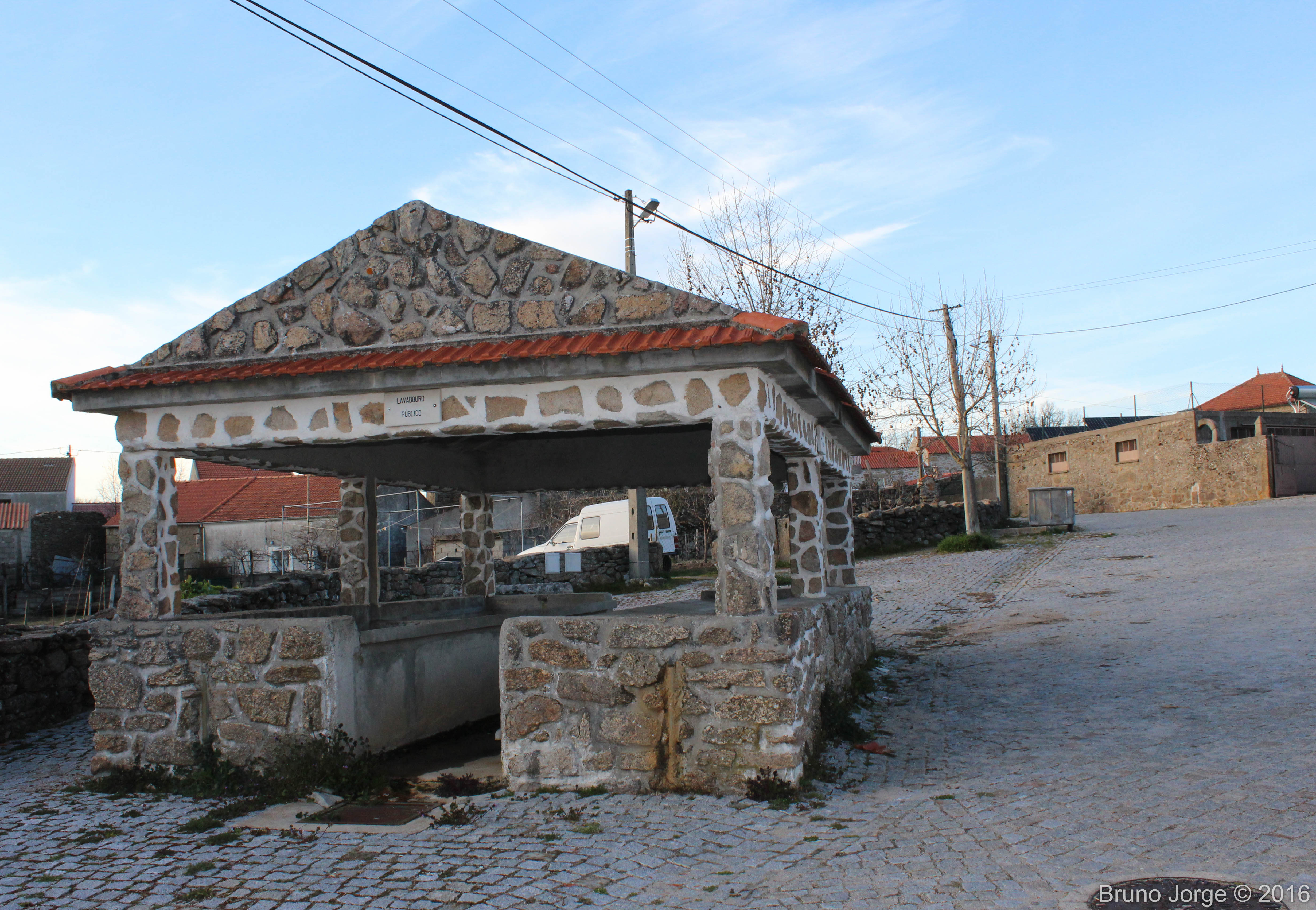
Lavadouro dos Forcalhos

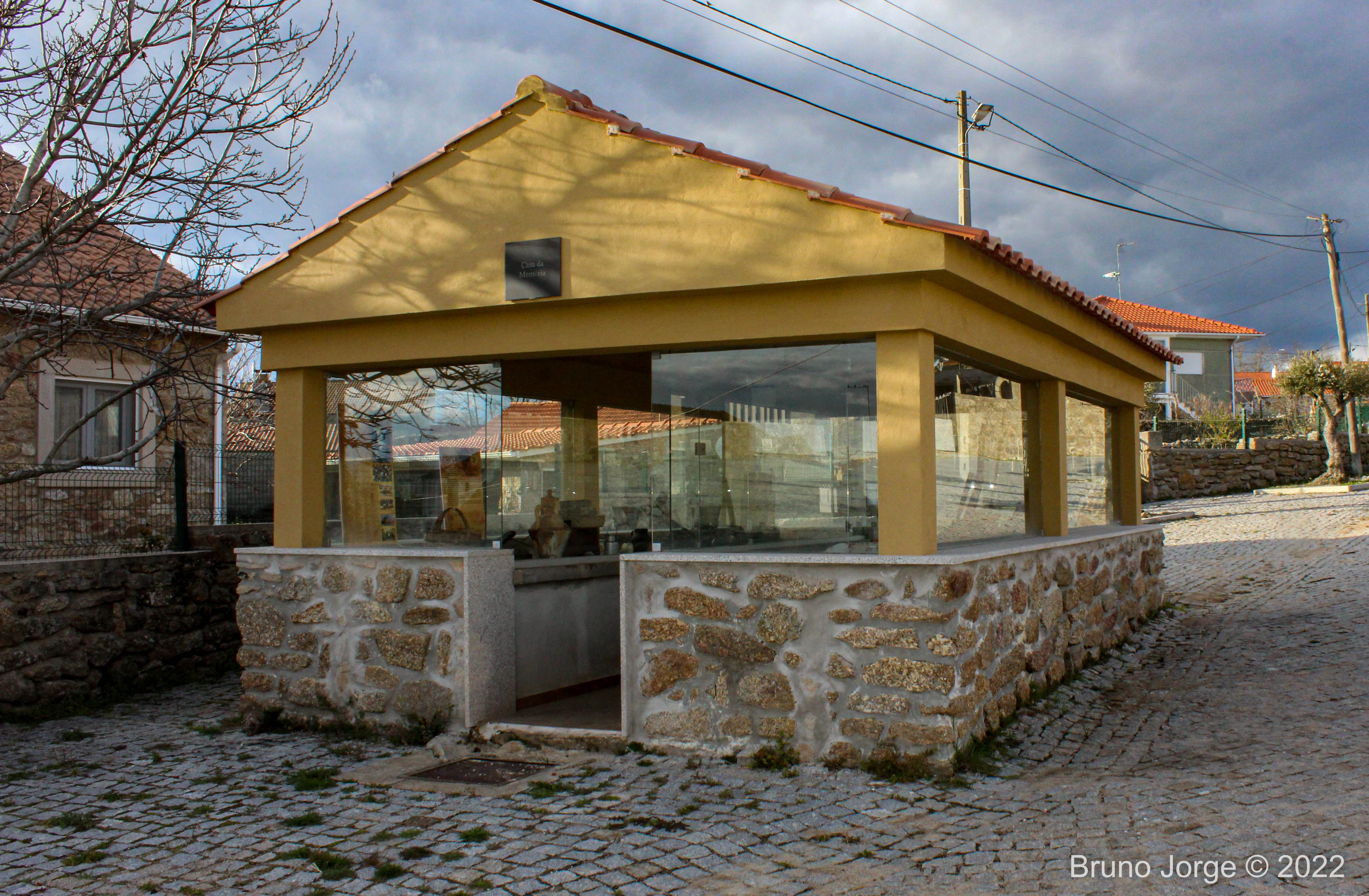
Casa da memória (Antigo Lavadouro)

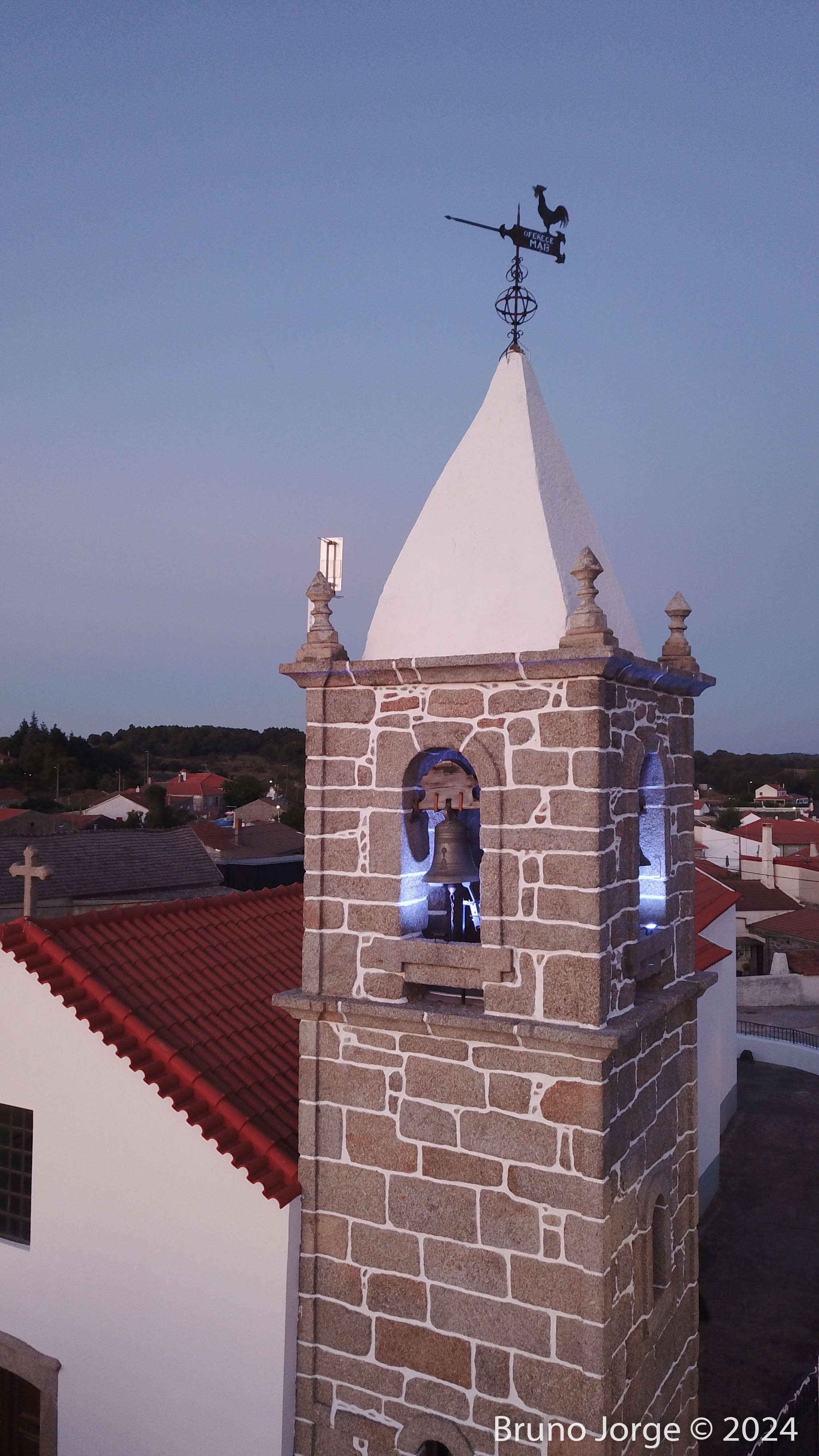

| Totais e grupos etários | Totais e grupos etários | Totais e grupos etários | Totais e grupos etários | Totais e grupos etários | Totais e grupos etários | Totais e grupos etários | Totais e grupos etários | Totais e grupos etários | Totais e grupos etários | Totais e grupos etários | Totais e grupos etários | Totais e grupos etários | Totais e grupos etários | Totais e grupos etários | Totais e grupos etários |
| ----------------------- | ----------------------- | ----------------------- | ----------------------- | ----------------------- | ----------------------- | ----------------------- | ----------------------- | ----------------------- | ----------------------- | ----------------------- | ----------------------- | ----------------------- | ----------------------- | ----------------------- | ----------------------- |
|                         | 1864                    | 1878                    | 1890                    | 1900                    | 1911                    | 1920                    | 1930                    | 1940                    | 1950                    | 1960                    | 1970                    | 1981                    | 1991                    | 2001                    | 2011                    |
| Total                   | 362                     | 416                     | 495                     | 536                     | 617                     | 531                     | 454                     | 625                     | 560                     | 415                     | 257                     | 207                     | 147                     | 108                     | 88                      |

Por idades em 2001 e 2011:
| 0-14 anos | 10 | 8 | 15-24 anos) | 9 | 5 | 25-64 anos | 46 | 33 | 65 e + anos) | 43 | 42 |

## Património
- Igreja de Santa Maria Madalena (matriz);
- Capela de S. Brás;
- Fonte do Largo;
- Casa da memória (Antigo Lavadouro);
- Alminhas.